# Nemesea
Nemesea — голландская симфо-метал-группа.

## История
Группа была образована в 2002 году вокалисткой Мандой Опхёйс и гитаристом Хенриком Яном де Йонгом в консерватории города Гронинген. К первому составу присоединились: барабанщик Хрис Постма, гитарист Мартейн Пронк, басист Сонни Ондерватер и клавишник Берто Бойинк. В 2003 году группа много выступала в Нидерландах совместно с After Forever.
В 2004 году вышел дебютный альбом «Mana». В 2005 году Постма покинул группу, и его место занял Сандер Зур, через год перешедший в Delain. За установкой его сменил Стивен Баума.
В 2007 году вышел второй альбом «In Control», затем группу покинули Пронк и Бойинк.
В дальнейшем группа отказалась от использования второй гитары, а клавишником стал Лассе Делбрюгге. В 2011 году Бауму за барабанами сменил Франк ван дер Стар. С ним группа выпустила третий альбом «The Quiet Resistance».
В 2015 году группу покидают Делбрюгге и дер Стар. 29 апреля 2016 года на лейбле «Napalm Records» вышел четвёртый студийный альбом — «Uprise».
1 августа 2016 году в группе произошли перестановки: Манда Опхёйс покинула коллектив, завершив музыкальную карьеру, а на место барабанщика вернулся Стивен Баума. Певица объяснила свой уход так: «После длительного периода борьбы с личными проблемами, я приняла решение отказаться от своей мечты стать певицей. На данный момент я хочу поблагодарить каждого, кто поддерживал группу и меня все эти годы. У меня осталось столько впечатлений, которые я буду лелеять долгие годы». Гитарист Хенрик Ян де Йонг и басист Сонни Ондерватер прокомментировали уход Манды как большую потерю для группы. 
С января 2017 года новой вокалисткой стала Санне Миелу, а клавишником — Маттейс ван Тил. В мае 2017 года группа выпустила сингл «Dance In The Fire».
23 августа 2019 года вышел пятый альбом «White Flag».
22 марта 2020 года Санне Миелу покинула группу.
В мае 2020 года группа выпустила сингл «Wake UP!».

## Состав
- Хенрик Ян де Йонг — гитара, вокал (с 2002)
- Сонни Ондерватер — бас (с 2002)
- Маттейс ван Тил — клавишные (с 2017)
- Стивен Баума — ударные (2006—2011, с 2016)

### Бывшие участники
- Хрис Постма — ударные (2002—2005)
- Сандер Зур — ударные (2005—2006)

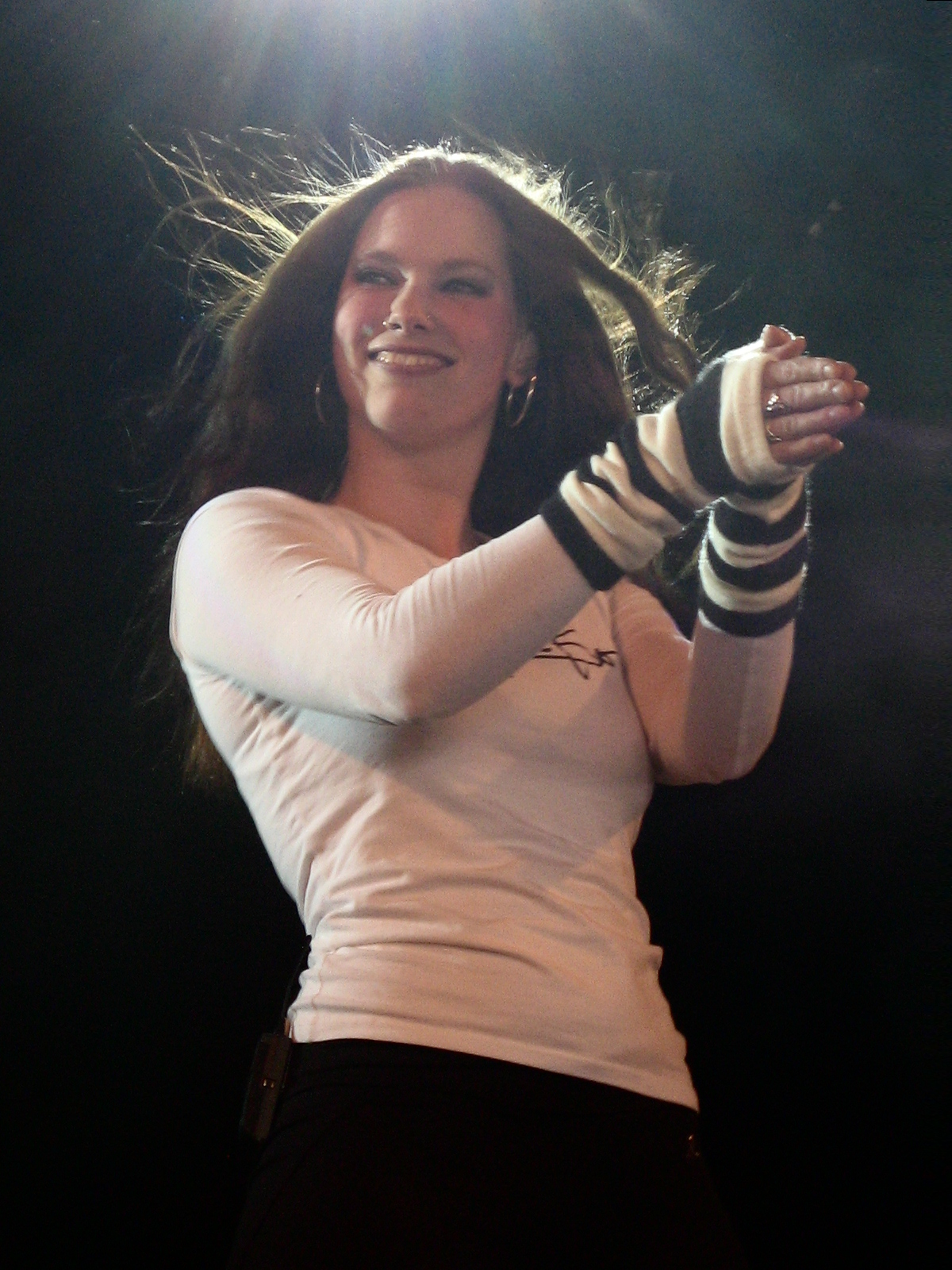
Вокалистка Манда Опхёйс в 2008 году

- Мартейн Пронк — гитара (2002—2007)
- Берто Бойинк — клавишные (2002—2007)
- Лассе Делбрюгге — клавишные (2009—2015)
- Франк ван дер Стар — ударные (2011—2015)
- Манда Опхёйс — вокал (2002—2016)
- Санне Миелу[нидерл.] — вокал (2017—2020)

## Дискография

### Студийные альбомы
| Название             | Информация                                                                               |
| -------------------- | ---------------------------------------------------------------------------------------- |
| Mana                 | - Релиз: 16 ноября 2004 - Лейбл: Embony Tears Records - Формат: CD, цифровая дистрибуция |
| In Control           | - Релиз: 21 июня 2007 - Лейбл: Rough Trade Records - Формат: CD, цифровая дистрибуция    |
| The Quiet Resistance | - Релиз: 17 ноября 2011 - Лейбл: Napalm Records - Формат: CD, цифровая дистрибуция       |
| Uprise               | - Релиз: 29 апреля 2016 - Лейбл: Napalm Records - Формат: CD, цифровая дистрибуция       |
| White Flag           | - Релиз: 23 августа 2019 - Лейбл: Napalm Records - Формат: CD, цифровая дистрибуция      |

### Концертные альбомы
- Pure: Live @ P3 (2009)

### Синглы
- No More (2007)
- Forever (2016)
- Dance In The Fire (2017)
- Kids with Guns (2019)
- Fools Gold (2019)
- White Flag (2019)
- New Year’s Day (2020)
- Wake UP! (2020)

### Видеоклипы
- 2007 — Angel in the Dark
- 2008 — No More
- 2011 — Afterlife
- 2012 — Whenever
- 2016 — Forever[17]
- 2017 — Hear Me[18]